# The Micropalaeontological Society
Die The Micropalaeontological Society (TMS) ist eine britische gemeinnützige Gesellschaft für Mikropaläontologie.
Sie wurde 1970 durch Leslie Rowsell Moore (1912–2003) gegründet als British Micropalaeontological Group (BMG) und nannte sich ab 1975 Micropalaentological Society. Innerhalb der Gesellschaft gibt es sechs Spezialgruppen (Calcareous Nannofossil, Foraminifera, Microvertebrate, Ostracod, Palynology, Silicofossil). Das jährliche Treffen der TMS ist im November. Sie geben seit 1982 das Journal of Micropalaeontology heraus sowie einen zweimal im Jahr erscheinenden Newsletter und eine Buchreihe (Special Publications) und vergeben seit 2007 die Brady Medal (benannt nach den britischen Pionieren in Mikropaläontologie George Stewardson Brady und Henry Bowman Brady).

## Brady Medal
Preisträger waren:
- 2007 John W. Murray
- 2008 Katharina von Salis
- 2009 Thomas M. Cronin
- 2010 Christopher R. Barnes
- 2011 John A. Barron
- 2012 Richard J. Aldridge
- 2013 Graham Lee Williams
- 2014 David Siveter
- 2020 Joyce Singano, Tanzania